# Steinkreuz Gräfenhain

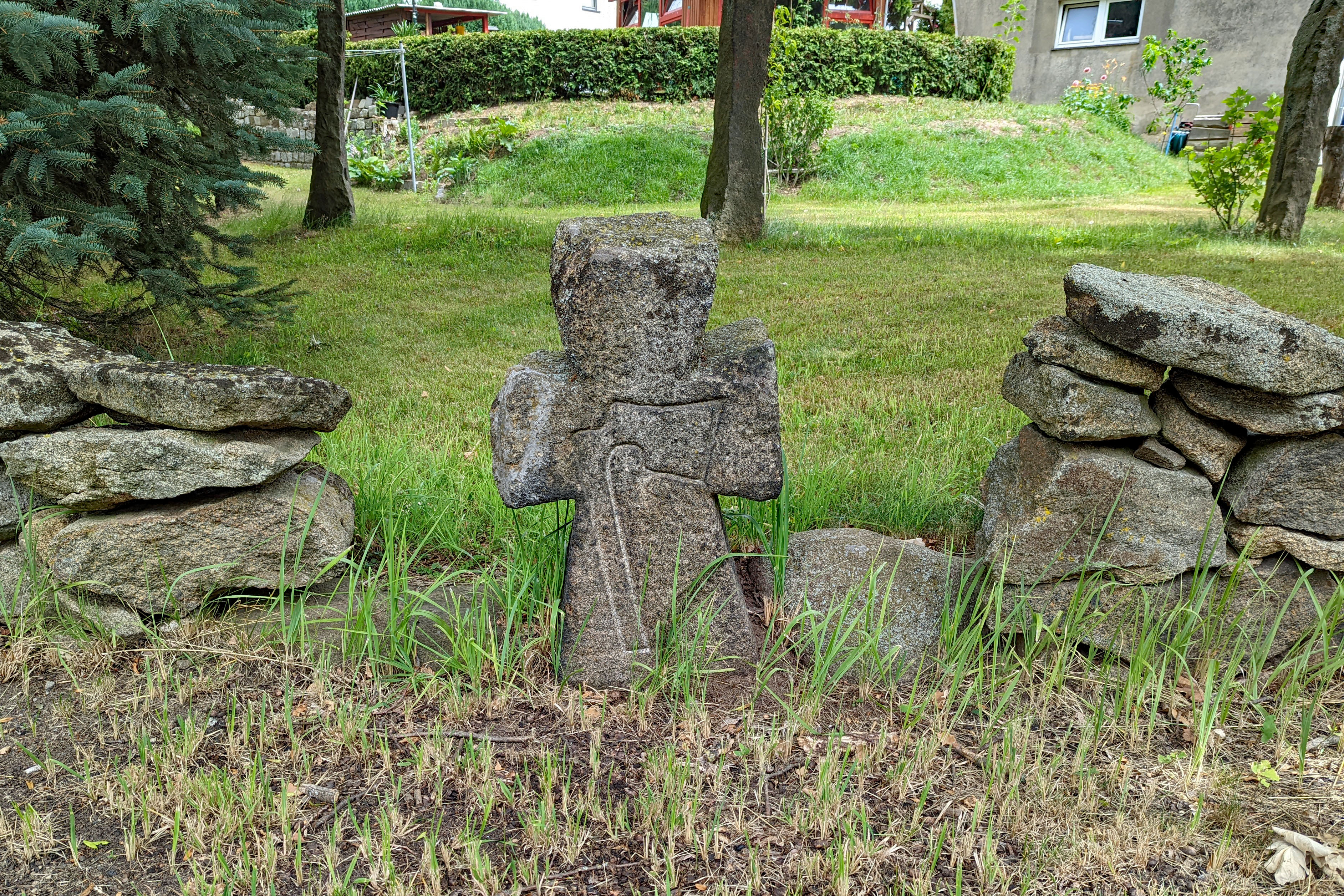
Das Steinkreuz in Gräfenhain mit eingeritzte Rodehacke

Das Steinkreuz Gräfenhain ist ein mittelalterliches Sühne- oder Mordkreuz. Es befindet sich in Gräfenhain an der Keulenbergstraße in der Mauer des Hauses Nr. 29. Seine Entstehungszeit dürfte im 14./15. Jahrhundert liegen, genauere Daten sind, wie bei vielen anderen Sühnekreuzen auch, unbekannt. Auffällig ist die für die Region ungewöhnliche klare und regelmäßig-symmetrische Ausbildung des Kreuzes sowie seine glatte Oberfläche. Es hat Beschädigungen am Kopf sowie am linken Kreuzarm. Auf der Vorderseite ist, für die Region typisch, das Mordwerkzeug eingeritzt, mit welchem das Mordopfer an dieser Stelle erschlagen wurde. Es handelt sich hierbei um eine Rodehacke.   
Der Sagenschatz weiß zu berichten, wie es zur Aufstellung des Gräfenhainer Kreuzes gekommen sein soll. Demnach sollen sich zwei Zimmerleute um ein Mädchen gestritten haben. Um den Rivalen zu beseitigen, erschlug kurzerhand der eine den anderen mit seiner Axt (die Darstellung der Hacke kann leicht auch als Axt gedeutet werden).